# Relatore speciale delle Nazioni Unite sul diritto all'alimentazione
Il Relatore speciale sul diritto all'alimentazione è un relatore speciale nominato dalle Nazioni Unite, che riferisce sul diritto all'alimentazione. Il mandato è stato istituito nel 2000 dall'ex Commissione per i diritti umani  che ha nominato il primo relatore, Jean Ziegler. Nel 2008 il secondo relatore, Olivier De Schutter, è stato nominato dal Consiglio per i diritti umani delle Nazioni Unite, successore della Commissione. Nel 2014 è stato nominato il terzo relatore, Hilal Elver. Nel 2020 è stato nominato l'attuale relatore, Michael Fakhri.

## Mandato
Il relatore riferisce sia al Consiglio per i Diritti Umani sia all'Assemblea generale delle Nazioni Unite sull'adempimento del mandato. Il mandato include i seguenti compiti: promuovere la piena realizzazione del diritto all'alimentazione e l'adozione di misure a livello nazionale, regionale e internazionale; esaminare modi e mezzi per superare gli ostacoli esistenti ed emergenti; continuare a integrare e tenere in considerazione le prospettive di genere e di età; presentare proposte per realizzare l'Obiettivo di sviluppo del Millennio n. 1 per dimezzare entro il 2015 la percentuale di persone che soffrono la fame; lavorare in stretta cooperazione con tutti gli Stati, le organizzazioni intergovernative e non governative e il Comitato per i diritti economici, sociali e culturali; partecipare e contribuire alle conferenze pertinenti.